# Николаевка (Курагинский район)
Николаевка — деревня в Курагинском районе Красноярского края. Входит в состав Курского сельсовета.

## География
Деревня находится в южной части края, в пределах Алтае-Саянского горнотаёжного района, на левом берегу реки Бурлук, на расстоянии приблизительно 28 километров (по прямой) к северо-востоку от посёлка городского типа Курагино, административного центра района. Абсолютная высота — 375 метров над уровнем моря.

## История
Основана в 1904 году. По данным 1926 года имелось 98 хозяйств и проживало 562 человека (279 мужчин и 283 женщины). В национальном составе населения преобладали мордовцы. В административном отношении являлась центром Николаевского сельсовета Курагинского района Минусинского округа Сибирского края.

## Население
| 2010 |
| ---- |
| 0    |